# 1789 (documentaire)
Pour plus de détails, voir Fiche technique et Distribution.
1789 est un documentaire français réalisé par Ariane Mnouchkine, sorti en 1974.
C'est la captation du spectacle 1789, création collective du Théâtre du Soleil, qu'elle a mis en scène et représenté en 1970.

## Fiche technique
Sauf indication contraire, les informations mentionnées dans cette section peuvent être confirmées par la base de données cinématographiques IMDb,  présente dans la section « Liens externes ».
- Titre original : 1789
- Réalisation : Ariane Mnouchkine
- Scénario : Ariane Mnouchkine
- Photographie : Michel Lebon
- Montage : Françoise Belloux
- Musique : Michel Derouin
- Production déléguée : Georges Dancigers
- Production : Les Films Ariane
- Société(s) de distribution :
- Pays de production :   France
- Langue originale : français
- Format : Eastmancolor  - son  Mono
- Genre : documentaire
- Durée : 98 minutes
- Date de sortie :
  - France : 29 mai 1974

## Distribution
- Philippe Caubère
- Roland Amstutz
- Lucia Bensasson
- Jean-Claude Bourbault
- Serge Coursan
- Joséphine Derenne